# دايدو إليزابيث بيل

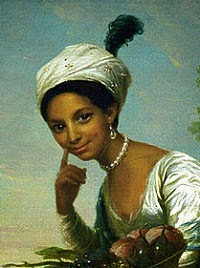
لوحة بيل، ديفيد مارتن

كانت دايدو إليزابيث بيل (1761- يوليو 1804) وريثة بريطانية وعضوة في عائلة لندسي إيفيليكس، ولدت في عصر العبودية. كانت والدتها تدعى ماريا بيل، وهي من المستعبدين الأفريقيين في جزر الهند الغربية البريطانية، كان والدها يدعى بالسيد جون لندسي، وهو ضابط في البحرية البريطانية. كان والدها فارسا ثم تم ترقيته إلى منصب قائد اسطول بحري. أخذ لندسي بيل معه عندما عاد إلى إنجلترا في عام 1765، وقام بتوكيل تربيتها عمها ويليام موري، نبيل مانسفيلد الأول، وزوجته إليزابيث موري، زوجة نبيل مانسفيلد. قامت عائلة موري بتعليم وتربية بيل كسيدة حرة في منزلهم كينوود مع ابنة أخت أخرى تدعى السيدة إليزابيث موري وكانت يتيمة الأم. كانت السيدة إليزابيث وبيل أبناء عمومة، وعاشت بيل معهم لمدة 30 سنة، أكد النبيل مانسفيلد في وصيته عام 1793 حريتها وقدم لها مبلغا ومعاشا سنويا، مما جعلها وريثة.
حكم عمها الكبير في هذه السنوات بصفته سيد رئيس القضاة في قضية عبودية مهمة، ووجد في عام 1772 أن العبودية لم يكن لها سابقة في القانون العام في إنجلترا، ولم يصرح بها قط بموجب القانون الوضعي.

## النشأة
ولدت دايدو إليزابيث بيل في عصر العبودية عام 1761 في جزر الهند الغربية البريطانية لامرأة أفريقية مستعبدة تدعى بماريا بيل، (كان اسمها مكتوبا باسم ماريا بيل في سجل معمودية ابنتها) كان والدها السيد جون لندسي يبلغ من العمر 24 عاما، وهو عضو في عائلة لندسي من نسل إيفيليكس لعشيرة لندسي ومن ذرية موري، والذي كان ضابطا بحريا ثم قائداً للسفينة الحربية البريطانية ومقرها في جزر الهند الغربية، كان ابن للسيد ألكسندر لندسي الثالث وزوجته أميليا ابنة ديفيد موري النبيل الخامس لستورمونت. يٌعتقد بأن لندسي قد وجد ماريا بيل من الأسرى المستعبدين على سفينة إسبانية والتي استولت عليه قواته في منطقة البحر الكاريبي، كما تبين أنه قد تعرف عليها وأخذها محظية له. عاد لندسي إلى لندن بعد الحرب عام 1765 مع ابنته الصغيرة دايدو بيل، وعندما وصلوا إلى إنجلترا أخذها إلى منزل كينوود خارج المدينة، إلى منزل عمه موري، نبيل مانسفيلد الأول وزوجته اليزابيث موري، زوجة نبيل مانسفيلد. عٌمِدت بيل باسم دايدو اليزابيث بيل في عام 1766 في كنيسة القديس جورج بلومزبري، وربت عائلة موري بيل كامرأة متعلمة مع ابنة أختهم وابنة عم دايدو، السيدة اليزابيث موري، والتي قد توفيت والدتها.
نعي معاصر للسيد جون لندسي، والذي تمت ترقيته في النهاية إلى قائد اسطول بحري، قد ثبٌت فيه بأنه كان والد دايدو بيل، وأنه قد ترك ابنة له ذات عرق اسمر والتي قد نشأت مع عائلة النبيل اللورد مانسفيلد منذ طفولتها وبسبب فطنتها وجمالها المميز وانجازاتها فقد حازت على اعجاب واحترام اللورد وزملائه. في وقت من الأوقات، اعتقد المؤرخون بأن والدتها كانت مستعبدة أفريقية على سفينة استولت عليها طاقم سفينة لندسي الحربية خلال معركة هافانا (1762)، ولكن هذا التاريخ المحدد غير مؤكد، حيث ولدت دايدو عام 1761.

## في منزل كينوود

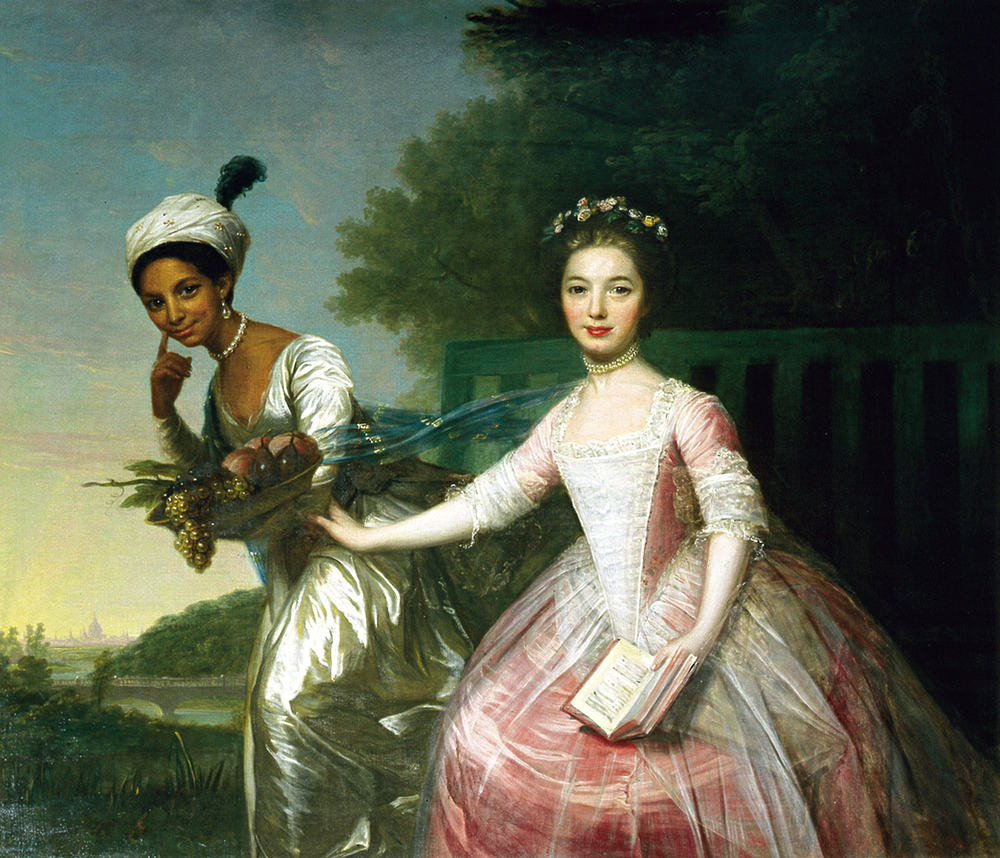
لوحة دايدو إليزابيث بيل وابنة عمها إليزابيث موري

عاش كلا من نبيل مانسفيلد وزوجته النبيلة بمنزل كينوود في هامبستاد خارج لندن، ولم يكن لديهم أطفال لهم، فقد قاموا بتربية ابنة اختهم السيدة اليزابيث موري اليتيمة المولودة عام 1760، ومن المحتمل أن عائلة مانسفيلد استقبلوا بيل لتصبح رفيقة السيدة اليزابيث موري وخادمة لها. ويشير دورها داخل الاسرة بأنها أصبحت مرافقة للسيدة أكثر من كونها خادمة. يقول مانسفيلد: "كانت تُعامل بيل كبقية العوائل في منزل كينوود عندما كانت بصحبة العائلة فقط". عملت دايدو اليزابيث بيل كأمينة للسيد مانسفيلد في سنواته الأخيرة، والامر الذي لا يعكس فقط على تعليمها وقدراتها بل أيضاً الثقة والاحترام اللذين كانت تحظى بهما من قبل عمها الكبير، عاشت بيل في منزل كينوود لمدة 31 سنة، كانت مكانتها مختلفة لأنها ولدت في عصر العبودية وفقا للقانون الاستعماري. عاملها كلا من السيد والسيدة مانسفيلد إلى حد ما كعضوة في عائلة موراي، عندما كبرت ساعدت مانسفيلد في كثير من الأحيان على إملاء رسائله والامر الذي أظهرها بأنها متعلمة، ذكر الأمريكي توماس هتشينسون حاكم ماساتشوستس السابق وهو أحد أصدقاء نبيل مانسفيلد، الذي انتقل إلى لندن، بصفته مواليا في مذكراته الشخصية بأن بيل كانت تُستدعى من قبل عمها كل دقيقة من أجل دعمه في امور كثيرة، وأظهر أكبر قدر من الاهتمام لكل شيء قاله، ووصفها" ليست جميلة ولا نبيلة – بل أنها يافعة وكافية، كما تحدث أيضا عن انطباعاته الأولى عنها في منزل النبيل مانسفيلد، قائلا: "سمراء أتت بعد العشاء وجلست مع السيدات، وبعد احتساء القهوة، تنزهت مع الرفقاء في الحدائق، واحدى السيدات الشابات تضع ذراعها داخل الأخرى، فقد كان على رأسها غطاء مصنوع من الريش وكان هذا الريش يتطايرعلى رقبتها، ولكن ليس بالقدر الكافي للتعليق على خصلات الشعر الجعدة كما تشهده الموضة الآن. كنت أعلم ماضيها من قبل، ولكن سيدي ذكره مرة أخرى، بعد أن أُخِذت والدتها أسيرة إلى سفينة اسبانيا، أحضرها السيد لندسي إلى إنجلترا حيث أنجبت هذه الفتاة، التي كانت حاملة بها والتي اعتنى بها النبيل مانسفيلد، حيث تعليمها لدى عائلته. يطلق عليها باسم دايدو، وهو الاسم الذي كانت تمتلكه، تعرض سيدي للعار بسبب إعجابه بها ويمكنني القول بأنه لم يكن مجرما "يوجد مرجع موجز عن بيل في المجلد الثاني وهو مبادئ العلوم الأخلاقية لجيمس بيتي، والذي أشار به إلى ذكائها قائلا" فكرتي عنها قد تغيرت فقد اندهشت من هذه الفتاة السمراء التي تبلغ من العمر حوالي عشر سنوات، والتي عاشت في إنجلترا لمدة ست سنوات، لم تكن تتحدث فقط بلباقة ولكنة محترفة، بل أيضا كررت بعض من أبيات الشعر بشكل محترف، والتي ستعجب بها أي طفلة إنجليزية بعمرها، وبعد هذا الهامش قال: "كانت في بيت النبيل مانسفيلد وبرغبة منه اثناء تواجده طلب منها ان تعيد تكرار أبيات الشعر من أجلي، كانت تدعى بدايدو وأعتقد بأن اسمها لا يزال حياً في ذاكرة الجميع. هذه الاقتباسات من توماس هتشينسون من بعض المراجع المباشرة عن دايدو التي وجدت من المصدر الأولي.
حكم النبيل مانسفيلد في قضية تتعلق بوضع العبيد في إنجلترا بصفته السيد ورئيس القضاة في إنجلترا وويلز، عندما استُدعي في عام 1772 للحكم على قضية العبد الهارب، التي كانت ضد سومرست وستيوارت والذي أراد مالكه إعادته إلى الهند الغربية لبيعه، اصدر مرسوماً:  
إن حال العبودية هو من الطبيعة الفطرية والتي لا يمكن استبعادها لأي سبب، أخلاقي أو سياسي ولكن القانون المدني الذي حافظ على قوته لفترة طويلة، مُحي من الذاكرة: إنه شيء بغيض للغاية ولا يمكن دعم هذه القضية سوى القانون المدني.
مهما كانت المضايقات التي قد تترتب على هذا القرار، لا أستطيع القول أن هذه الحالة مسموح بها أو يوافق عليها قانون إنجلترا، وبالتالي يجب تحرير هؤلاء البشر.
حكم مانسفيلد بأن العبودية لم تكن موجودة في القانون العام ولم يتم الاعتراف بها في القانون المدني، وذلك يعني بأن العبودية كانت ملغاة في إنجلترا، كان حكمه محدودا ومتحفظا في هذا الموضوع مكتفيا بالقول، بأن مالك العبد ليس لديه الحق في طرد سومرست من إنجلترا ضد إرادته، وكان يستهدف قراره قضية العبيد، فقد كانت تجربة مانسفيلد الشخصية حول تربية دايدو بيل قد صنعت اثراً على قراره. استذكر توماس هوتشنسون فيما بعد تعليقا من مالك العبيد: بأن قبل بضع سنوات كان هناك قضية قبل حكم النبيل لمانسفيلد وهي قضية الرجل الأسود لاستعادة حريته، كان أحد مزارعي جاميكا، فعندما سُئِل عن الحكم اجابه النبيل مانسفيلد «بلا شك...سيتم إطلاق سراحه. لأن النبيل ورئيس القضاة يحتفظ بالسمراء في منزله الذي يحكمه هو وجميع افراد الأسرة».

## الوضع الاجتماعي
إن الاتفاقيات الاجتماعية لمنزل مانسفيلد غير واضحة، فعندما كان ال مانسفيلد يحضون بالمتعة والرفقة، لم تكن بيل تتشارك معهم، يشير معرض عام 2007 في كينوود إلى أنها كانت تعامل «كالمحبوبة ولكن علاقاتها قليلة» وبالتالي لا تتناول العشاء دائما مع الضيوف، كما افاد توماس هاتشينسون، أن بيل كانت تنضم إلى السيدات بعد ذلك لاحتساء القهوة في غرفة الرسم، كتبت الكاتبة بولا بيرن في عام 2014 أن استثناء بيل من هذا العشاء بالتحديد كان عمليا وليس عادة، وتشير إلى نواحي أخرى من حياة بيل، مثل الحصول على علاجات طبية باهظة الثمن ومفروشات غرفة نوم فاخرة كانت دليلاً على مكانتها ومساواتها مع السيدة اليزابيث في كينوود.
مع تقدم بيل في العمر، تولت مسؤولية إدارة مزارع الالبان والدواجن في كينوود، وكانت هذه مهنة نموذجية للسيدات من طبقة النبلاء، لكن مساعدة عمها في مراسلاته كان اقل شيوعا، عادة يفعل ذلك أمين المكتب أو الموظف. وقد منحت بيل علاوة سنوية قدرها 10 جنيهات إسترلينية، أي عدة اضعاف أجور عاملات المنازل، على النقيض من ذلك، تلقت السيدة اليزابيث حوالي 100 جنيه إسترليني، لكن كانت مستفيدة من أسرة أمها. بصرف النظر عن بيل وعرقها وأنها غير شرعية، في ذلك الزمان كانت الوصمة الاجتماعية الكبيرة عادة ما تتقبل مثل هذا الوضع.

## أواخر حياتها
توفي والد بيل في عام 1788 دون ورثة شرعيين، وتوريث 1000 جنيه إسترليني ليشاركها«أولاده ذو حسن السمعة»، جون واليزابيث لندسي (كما ذُكر في وصيته)، يعتقد المؤرخ جين آدامز أن لندسي يعني ابنته دايدو باسم اليزابيث، وربما تم تسميتها بدايدو من قبل عمه وعمته بعد توليهما رعايتها، يقول مصدر آخر أن هناك ابنة شرعية أخرى، تعرف باسم اليزابيث بالمير (من مواليد 1765)، وتعيش في اسكتلندا، في وصيته المكتوبة عام 1783، ظل النبيل مانسفيلد مهتما باستقلالية ابنة أخته الحبيبة لتضمين الوثيقة في وصيته والتي تم تأكيدها (بدلا من منحها) حريتها؛ لتأمين مستقبلها بعد وفاته، وورث لها 500 جنيه إسترليني كمبلغ مباشر و100 جنيه إسترليني سنويا. في عام 1799، ورثت بيل أيضا 100 جنيه إسترليني من السيدة مارغري موري، وهي من الأقارب التي جاءت للعيش مع عائلة موري وقدمت المساعدة لهم في سنواتهم الأخيرة.
ترك ويليام موري لابنة أخته اليزابيث موري 10000 جنيه إستريليني، كان والدها على وشك ليرث لقب ابيه والمزيد من المال.
بعد وفاة النبيل مانسفيلد في مارس عام 1793، تزوجت بيل من جون دافينير، الرجل الفرنسي الذي عمل كمساعد النبيل، في 5 ديسمبر 1793 في كنيسة القديس جورج، ميدان هانوفر، كانا كلاهما آنذاك مقيمين في الرعية، وكان لدى دافينير ثلاثة أبناء: التوأمان تشارلز وجون، كلاهما عُمدا في كنيسة القديس جورج في 8 مايو 1795، وويليام توماس عُمد هناك في 26 يناير 1802.
توفيت بيل في عام 1805 عن عمر يناهز 43 عاما، وتم دفنها في يوليو في ذلك العام في حقول كنيسة القديس جورج في وستمنستر، وهي مقبرة قريبة من طريق بايزووتر الحالي، في السبعينات، أُعيد بناء الموقع وتم نقل قبرها، تزوج زوجها لاحقا وانجب طفلين أخرين من زوجته الثانية.

## السلالة
وُظف اثنان من أبناء بيل هما: وليام توماس وتشارلز. فكان ويليام في إنجلترا وتشارلز في الهند، خدم تشارلز دافينير في جيش مدراس (أحد الجيوش الإقليمية لشركة الهند الشرقية، قبل الجيش الهندي البريطاني) في عام 1810، تم إدراجه كملازم في المشاة في الكتيبة الخامسة عشر (لكن بالتأكيد كان ملازما سابقا، لأنه حينما كان مع الجيش الهندي، لم يدفع مالاً ليكون ملازم). في أغسطس 1836، تزوج من هانا ناش، الابنة الصغرى للسيد ناش، من كينسينجتون في كنيسة كينسينجتون، في هذا الوقت، حصل على رتبة نقيب في كتيبة الثلاثين (وكانت الكتيبة الثانية، في الكتيبة الخامسة عشر بعام 1824). في أغسطس 1837، أُعفي النقيب تشارلز دافينير من واجبه وكان مسؤولا عن جنود المشاة في المقر الرئيسي في فورت كنيسة جورج، وتقاعد من الخدمة في عام 1847ولايزال مع كتيبة المشاة الثلاثين. عاش مع زوجته وأطفاله وخدمه في فلل لانسدوان في نوتينغ هيل بعد تقاعده، حيث توفي في 24 يناير 1873.
وتزوج وليام توماس دافينير من أرملة، تدعى فاني جراهام، وأنجب منها ابنته اميلي. توفيت اميلي غير متزوجة عام 1870، بعد عدة سنوات من وفاة والديها.
آخر سليل معروف لبيل كان حفيد حفيدها الأكبر هارولد دافينير، وتوفي في جنوب افريقيا عام 1975.

## الوصف في وسائل الاعلام
تكلفت الاسرة بلوحة لدايدو واليزابيث واكتملت في عام 1779، وكان ينسب سابقا إلى يوهان زوفاني، ولكن بعد البحث الذي اجراه برنامج بي بي سي التلفزيوني (ثروة ام تقليد ؟) تم التحقق من صحته بواسطة المعرض الوطني الإسكتلندي على أنها لوحة بأسلوب الزوفاني بقلم الرسام الإسكتلندي ديفيد مارتن، على إنه فن بريطاني فريد من نوعه في القرن الثامن عشر والذي يصور المرأة السمراء مع المرأة البيضاء على أنهما متساويتان، وتظهر دايدو بجانب ابنة عمها اليزابيث وهي تحمل فاكهة ومرتدية عمامة ذات ريش نعام كبير. رُسمت دايدو بحيوية رائعة، في حين ابنة عمها تبدو أكثر رسمية ورصانة، كلتا المرأتين ترتديان الفساتين والتي تعكس وضعهم الاجتماعي العالي،  كلاهما يقفان على حدائق كينوود، وابنة عمها واضعة يداها برفق على ذراع دايدو، مما يوحي بالمودة وكأنهم يسيروا في الحدائق معا، قد تشير وضعيتهما في اللوحة إلى اختلافات في عرقهم: تقف اليزابيث وهي تحمل كتابا بينما دايدو تحمل طبقا من الفاكهة، كما لو كانت بطريقها لخدمة الاخرين، ومع ذلك، يظهر ثوب واكسسوارات دايدو طراز باهظ الثمن ومتتبعا للموضة، على عكس فستان اليزابيث التقليدي.
مالك اللوحة الحالي هو نبيل مانسفيلد وتقع في قصر سكون في بيرث، في اسكتلندا، في عام 2007، عُرضت في منزل كينوود، مع مزيدا من المعلومات حول بيل، في المعرض بمناسبة الذكرى المئوية الثانية لقانون إلغاء تجارة العبيد لعام 1807.

## الأفلام – الموسيقى – المسرحيات
- فيلم دايدو بيل (2006) لجيسون يونغ، كتب كدراما قصيرة بعنوان منزل كينوود، وعُرِض في مركز فنون باتريسي 21 يونيو 2006 كجزء لتطوير البرنامج النصي لمجموعة كتاب باتريسي.
- الاوبرالية الثلاثية لشيرلي جيه طومسون، أغاني الروح- بما في ذلك رحلة عمر لدايدو اليزابيث بيل الأوسط، مع ابيجيل كيلي- أجريت مع أوركسترا فيلهارمونيا في قاعة الملكة اليزابيث بلندن، مركز ساوث بانك في مارس 2007 كجزء من الاحتفال بمرور 200 عام على قانون إلغاء تجارة العبيد العالمية.
- لتتحقق العدالة للكاتب سوشيترا تشاترجي ومورين هيكس، وعُرِضت المسرحية التي مثلها مجموعة مكس بليسنق لأول مرة في برايتون فرينج عام 2008 وكشف التأثير الذي قد أثر لدايدو بيل على حكم عمها العظيم سومرست لعام 1772.
- الحمولة الأفريقية لمارغريت بوسبي، مسرحية قدمتها نيترو (المسرح التعاوني الأسود) في مسرح غرينتش، عام 2007 في الذكرى المئوية الثانية لقانون إلغاء تجارة العبيد، تتعامل مع المعالم الرئيسية عام 1783 والمحاكمة التي ترأسها نبيل مانسفيلد في غيلدهول الناتجة عن مجزرة سفينة زونغ، تعبر شخصية دايدو بيل للجمهور مشاعر الرعب والظلم بتعذيب وقتل العبيد على متن السفينة.
- بيل (2013) فيلم روائي من إخراج اما اسانتي، والذي يستكشف حياة دايدو باعتبارها الابنة الغير شرعية لارستقراطي في إنجلترا بالقرن الثامن عشر والتي أصبحت وريثة، والتي أصبحت في مكانة اجتماعية غامضة، الفيلم مأخوذ عن لوحة لدايدو وابنة عمها اليزابيث عام 1779، والتي يعتقد أنها لزوفاني سابقا، الفيلم من بطولة جوجو مباثا راو والتي لعبت دور دايدو، وتوم ويلكنسون  الذي لعب وصي لها كنبيل مانسفيلد.
- فيرن يلتقي بدايدو (2018)، فيلم موسيقي كتبته ايفادن بيغريف بناء على كتاب فيرن وكيت يلتقيان بدايدو اليزابيث بيل عن طريق ديفيد جليف، قصة فتاة شابة من أصول مختلطة، مستاءة في المدرسة وغير متأكدة بشأن هويتها، في رحلة مدرسية إلى منزل كينوود، يحدث شيء سحري لتعود بالزمن وتلتقي بدايدو.

## الروايات
- تماثل العائلة، رواية عام 2013 للكاتبة كيلتين ديفيز، مستوحاة جزئيا من حياة دايدو اليزابيث بيل.
كُلفت الكاتبة بولا بيرن بكتابة بيل: القصة الحقيقة لدايدو بيل (2014) كرابط صلة لفيلم بيل 2013. تم نشره بغلاف عادي وككتاب صوتي حينما افتتح الفيلم في الولايات المتحدة.
- ذكرت زيدي سميث قصة بيل في روايتها سوينغ تايم لعام 2016 عندما تذهب الراوية إلى منزل كينوود وتستمع إلى مرشد سياحي يتحدث عنها.
- مختارات القصة الأدبية القصيرة، المرأة التي ولدت الأرنب، للكاتبة ايما دونوهيو، تحتوي على قصة قصيرة بعنوان دايدو، عن دايدو اليزابيث بيل.

## روابط خارجية
●      Slavery And Justice: Lord Mansfield And Dido Belle At Kenwood, Untold London, 2007
●      Slavery and Justice exhibition at Kenwood House, on Mansfield and Dido.
●      Historic England leaflet, Slavery and Justice:ميراث دايدو بيل واللورد مانسفيلد، Part 1, Part 2
●      Paula Byrne, Belle: The True Story of Dido Belle, Harper Collins, 2014. ISBN 9780007542727
●      "Inside Out: Abolition of the British Slave Trade special", BBC London, 24 September 2014
●      Article on discovering Dido, شؤون هامبتسيد, February 2014